# Mikael Engström (ishockeyspelare)
Mikael Engström, född 13 januari 1970, är en svensk tidigare professionell ishockeyspelare.
Han tog SM-silver med Luleå HF 1993.